# Henrique Pires
Henrique Pires (Nascido em 17 de Abril de 1962) é um ator brasileiro.

## Carreira

### Na televisão
- Espinosa - GNT (2015) - Direção: Vicente Amorim/José Henrique Fonseca
- As Canalhas - Episódio Lilian - GNT (2014) - Maciel - Direção: Vicente Amorim
- Vidas em Jogo TV Record  (2011) - Armando Direção: Alexandre Avancini
- Vidas Opostas TV Record  (2006/2007) - Zaqueu, o Caranguejo Direção: Alexandre Avancini
- Filhos do Carnaval HBO)  (2005)  - Tavinho Direção: Cao Hamburguer
- Guerra sem Fim TV Manchete]
- Corpo Santo [TV Manchete]
- Dona Beja [TV Manchete]
- A Máfia no Brasil - Fernando - TV GLobo. Direcao: Mauricio Farias, Luiz Fernando Carvalho.

### No cinema
- Rio Eu Te Amo - Episódio Texas Personagem: Braulio (2013) Direção: Guillermo Arriaga

- O Peregrino- Não Pare na Pista (2013) Direção Daniel Augusto

- Casa da Mãe Joana 2 (2013) Direção: Hugo Carvana

- Somos tão Jovens (2013) Direção: Antonio Carlos Fontoura

- O Gerente (2009 ) Direção: Paulo Cesar Saraceni

- Fora de Controle (2010) Direção: Johnny Araújo e Daniel Rezende

- Na Carne e Na Alma (2007) Direção: Alberto Salvá

- Barco dos Sonhos (DAS TRAUMSCHIFF)  (2007)  - Traficante

- A Casa da Mãe Joana (2006) Direção: Hugo Carvana

- Brasília 18% (2005) - Recepcionista do Hotel - Direcão: Nelson Pereira dos Santos.

- Ouro Negro (2005)  Direção: Isa Albuquerque

- JK. Bela Noite Para Voar 2004 Direção: Zelito Viana

- A Festa (Curta) (2004)  Direção: Rodrigo Mac Niven

- Cazuza (2003) Direção: Sandra Werneck Walter Carvalho

- Garrincha Estrela Solitária) (2002) Direção: Milton Alencar Jr.

- Eclipse Solar (Longa Alemão) Direção: Herbert Bröld

- O Circo das Qualidades Humanas  1999 Direção: Jorge Moreno

- O Homem Nu 1998 Direção: Hugo Carvana

- Quem matou Pixote? 1997 Direção José Jofilly

- Para Viver um Grande Amor (1983) Direção: Miguel Farias

- Os Três Palhaços e o Menino (1982) Direção: Milton Alencar Jr.

## Festivais de Cinema
- Jurado do 9° Festival de Cinema e Vídeo de Curitiba 2005

- Jurado do CATARINA 4° Festival de Documentários 2004

- Jurado do 8° Festival de Cinema e Vídeo de Curitiba 2004

- Confrade e um dos fundadores do CINEPORT [Festival de Cinema de Países de Língua Portuguesa]